# Albert Cornelis (football)
Pour les articles homonymes, voir Albert Cornelis (homonymie).
Albert Cornelis, né à une date inconnue, est un joueur de football international belge actif durant les années 1940. Il joue durant toute sa carrière au SC Eendracht Alost.

## Carrière
Albert Cornelis fait partie de l'équipe première de l'Eendracht Alost en 1941, lors du premier championnat officiel disputé durant la Seconde Guerre mondiale. Promu en Division d'Honneur, le plus haut niveau national, juste avant le début de la guerre, le club n'effectue ses débuts officiels que deux ans plus tard. En cette période troublée, le joueur compte parmi les titulaires de l'équipe. 
Ses bonnes prestations durant les trois « championnats de guerre » lui permettent d'être appelé en équipe nationale belge pour disputer une rencontre amicale en France le jour de Noël 1944 mais il restera toute la rencontre sur le banc des réservistes. Après la fin du conflit, il continue à jouer avec Alost au moins jusqu'en 1946-1947. Le club termine cette année-là en position de relégable et recule d'un niveau dans la hiérarchie.

## Statistiques
| Saison                | Club                  | Championnat           | Championnat | Championnat | Coupe(s) nationale(s) | Coupe(s) nationale(s) | Total | Total |
| Saison                | Club                  | Division              | M.          | B.          | M.                    | B.                    | M.    | B.    |
| 1941-1942             | SC Eendracht Alost    | Division 1            | -           | -           | 0                     | 0                     | 0     | 0     |
| 1942-1943             | SC Eendracht Alost    | Division 1            | -           | -           | 0                     | 0                     | 0     | 0     |
| 1943-1944             | SC Eendracht Alost    | Division 1            | -           | -           | 0                     | 0                     | 0     | 0     |
| 1945-1946             | SC Eendracht Alost    | Division 1            | -           | -           | 0                     | 0                     | 0     | 0     |
| 1946-1947             | SC Eendracht Alost    | Division 2            | -           | -           | 0                     | 0                     | 0     | 0     |
| Total sur la carrière | Total sur la carrière | Total sur la carrière | 1           | -           | 0                     | 0                     | 1     | 0     |

## Carrière internationale
Albert Cornelis compte une convocation en équipe nationale belge mais n'a jamais joué avec les « Diables Rouges ». Il est appelé le 24 décembre 1944 à l'occasion d'un match amical disputé en France.
Le tableau ci-dessous reprend toutes les sélections d'Albert Cornelis. Les matches non joués sont indiqués en italique. Le score de la Belgique est toujours indiqué en gras.
| Date       | Compétition  | Adversaire | Lieu  | Score | Remarque |
| ---------- | ------------ | ---------- | ----- | ----- | -------- |
| 24/12/1944 | Match amical | France     | Paris | 3-1   |          |